# محمدرضا معتمدنیا
محمدرضا معتمدنیا فعال سیاسی و زندانی سیاسی است.

## فعالیت‌ها
محمدرضا معتمدنیا، مشاور اجرایی فرماندهی ستادکل قوا، از مسئولان پشتیبانی جنگ در دوران جنگ ایران و عراق، نماینده ویژه محمدعلی رجایی، باهنر و میرحسین موسوی در بخش صنعت و معدن و عضو ستاد انتخاباتی میرحسین موسوی بوده‌است.او بعد از آزادی از زندان رادیو اینترنتی صدای امید را تأسیس کرد.

## زندان و اعتصاب غذا
وی در جریان اعتراضات مردم ایران به نتایج انتخابات ریاست جمهوری (۱۳۸۸) در تاریخ ۸ تیرماه ۱۳۸۸ توسط اطلاعات سپاه احضار و بازداشت شد و پس از دو ماه انفرادی با قرار وثیقه آزاد شد. وی در شعبه ۲۶ دادگاه انقلاب اسلامی تهران توسط قاضی پیرعباسی به اتهام فعالیت تبلیغی علیه نظام محکوم و در تاریخ ۲۱ مرداد ماه ۹۰ برای سپری کردن دوران محکومیتش روانه زندان اوین شد.
معتمدنیا به دلیل فشارهای روحی و شرایط نامناسب دوران بازداشت در بند ۲ الف سپاه به بیماری لثه و آسیب‌های نخاعی دچار شده‌است. لثه او بر اثر عفونت شدید دچار خون‌ریزی‌های مکرر شد، تا جایی که پزشکان زندان عنوان کردند درمان وی باید در خارج از زندان انجام شود. او در سلول انفرادی بند ۲۴۰ زندان اوین در فرودین ماه ۱۳۹۱ به اعتصاب غذای خود ادامه داد و اعلام کرد که تا شکسته شدن حبس خانگی میرحسین موسوی، مهدی کروبی و همسرانشان مقاومت خواهد کرد. او اردیبهشت ماه ۱۳۹۱ دربارهٔ پایان دادن به اعتصاب غذایش گفت: «اعتصاب غذایم را تنها به درخواست موسوی می‌شکنم.»
محمدرضا معتمدنیا در اردیبهشت ماه ۱۳۹۱ در نامه‌ای خطاب به علی خامنه‌ای نوشت: «شجاعت داشته باشید و خواست ملت را بپذیرید. اینک شما بر سر یک دوراهی تاریخی قرار دارید، یک راه همسویی با اراده ملت و احترام به حق انتخاب آزادانه آنان بر سرنوشتشان است. انتخاب دیگر تقابل با ملتی است که طی ۱۵۰ سال گذشته خیزش و انقلاب را در مقابل حاکمیت فردی و تحمیل اراده سلطانی سامان داده و به سرانجام رسانده است.»